# 帆镜蛤
帆镜蛤（學名：Dosinia histrio），或作
明星镜文蛤（學名：Bonartemis histrio），
是帘蛤目帘蛤科镜蛤属的一种。
殼呈圓形，由殼頂向前方呈滑順的弧度向下則到殼底，而由殼頂向後方則有一個向內的凹狀物，殼為乳白色，殼表度螺肋，而亦有連續的大大小小山形橘色花紋密布。內面則為白色。

## 分佈
本物種分佈於中国大陆福建省的平潭岛、廈門、漳浦、東山、廣東烏石、海南新盈，還有香港、台湾西部與澎湖。
常栖息在淺海的砂泥底，分布於潮間帶至潮下帶、沙泥灘或沙灘。